# EPrix Berlína 2019
ePrix Berlína 2019 (formálně nazývána 2019 BMW i Berlin ePrix Presented By CBMM Niobium) se konala dne 25. května 2019 a byla desátým závodem sezóny 2018/19 šampionátu Formule E. Zároveň byla tato ePrix pátou ePrix Berlína v historii. Závody se jely na okruhu Tempelhof Airport Street Circuit v Berlíně, hlavním městě Německa.
Závod na 37 kol vyhrál Lucas di Grassi z týmu |Audi, který zajel i nejrychlejší kolo závodu. Na druhém místě v závodě dojel jezdec týmu e.dams Nissan Sébastien Buemi, startující z pole position, a na třetím Jean-Éric Vergne z týmu Techeetah-DS.

## Výsledky

### Kvalifikace
| Pořadí | No. | Jezdec                 | Tým           | Čas      | Ztráta | Start. pozice |
| ------ | --- | ---------------------- | ------------- | -------- | ------ | ------------- |
| 1      | 23  | Sébastien Buemi        | e.Dams-Nissan | 1:07.295 | –      | 1             |
| 2      | 5   | Stoffel Vandoorne      | HWA-Venturi   | 1:07.693 | +0.398 | 2             |
| 3      | 11  | Lucas di Grassi        | Audi          | 1:07.719 | +0.424 | 3             |
| 4      | 17  | Gary Paffett           | HWA-Venturi   | 1:07.783 | +0.488 | 4             |
| 5      | 3   | Alex Lynn              | Jaguar        | 1:07.849 | +0.554 | 5             |
| 6      | 27  | Alexander Sims         | Andretti-BMW  | 1:08.017 | +0.722 | 11            |
| 7      | 66  | Daniel Abt             | Audi          | 1:07.953 | –      | 6             |
| 8      | 28  | António Félix da Costa | Andretti-BMW  | 1:08.013 | +0.060 | 7             |
| 9      | 25  | Jean-Éric Vergne       | Techeetah-DS  | 1:08.046 | +0.093 | 8             |
| 10     | 64  | Jérôme d'Ambrosio      | Mahindra      | 1:08.065 | +0.112 | 9             |
| 11     | 94  | Pascal Wehrlein        | Mahindra      | 1:08.086 | +0.133 | 10            |
| 12     | 22  | Oliver Rowland         | e.Dams-Nissan | 1:08.119 | +0.166 | 12            |
| 13     | 2   | Sam Bird               | Virgin-Audi   | 1:08.182 | +0.229 | 13            |
| 14     | 16  | Oliver Turvey          | NIO           | 1:08.203 | +0.250 | 14            |
| 15     | 6   | Maximilian Günther     | Dragon-Penske | 1:08.218 | +0.265 | 15            |
| 16     | 48  | Edoardo Mortara        | Venturi       | 1:08.223 | +0.270 | 16            |
| 17     | 8   | Tom Dillmann           | NIO           | 1:08.263 | +0.310 | 17            |
| 18     | 20  | Mitch Evans            | Jaguar        | 1:08.314 | +0.361 | 18            |
| 19     | 19  | Felipe Massa           | Venturi       | 1:08.348 | +0.395 | 19            |
| 20     | 7   | José María López       | Dragon-Penske | 1:08.720 | +0.767 | 20            |
| 21     | 4   | Robin Frijns           | Virgin-Audi   | 1:08.919 | +0.966 | 22            |
| 22     | 36  | André Lotterer         | Techeetah-DS  | 1:12.568 | +4.615 | 21            |
| Zdroj: |     |                        |               |          |        |               |

Poznámky
1. ↑  Alexander Sims obdržel trest posunu o pět míst vzad za způsobení kolize v předchozí ePrix Monaka.
2. ↑  Robin Frijns obdržel trest posunu o pět míst vzad za způsobení kolize v předchozí ePrix Monaka.

### Závod
| Pořadí | No. | Jezdec                 | Tým           | Kol | Čas/Nedokončil | Start. pozice | Body |
| ------ | --- | ---------------------- | ------------- | --- | -------------- | ------------- | ---- |
| 1      | 11  | Lucas di Grassi        | Audi          | 37  | 47:02.477      | 3             | 26   |
| 2      | 23  | Sébastien Buemi        | e.Dams-Nissan | 37  | +1.856         | 1             | 21   |
| 3      | 25  | Jean-Éric Vergne       | Techeetah-DS  | 37  | +2.522         | 8             | 15   |
| 4      | 28  | António Félix da Costa | Andretti-BMW  | 37  | +5.845         | 7             | 12   |
| 5      | 5   | Stoffel Vandoorne      | HWA-Venturi   | 37  | +6.336         | 2             | 10   |
| 6      | 66  | Daniel Abt             | Audi          | 37  | +6.551         | 6             | 8    |
| 7      | 27  | Alexander Sims         | Andretti-BMW  | 37  | +8.235         | 11            | 6    |
| 8      | 22  | Oliver Rowland         | e.Dams-Nissan | 37  | +10.781        | 12            | 4    |
| 9      | 2   | Sam Bird               | Virgin-Audi   | 37  | +13.153        | 13            | 2    |
| 10     | 94  | Pascal Wehrlein        | Mahindra      | 37  | +14.846        | 10            | 1    |
| 11     | 48  | Edoardo Mortara        | Venturi       | 37  | +15.377        | 16            |      |
| 12     | 20  | Mitch Evans            | Jaguar        | 37  | +17.688        | 18            |      |
| 13     | 4   | Robin Frijns           | Virgin-Audi   | 37  | +21.197        | 22            |      |
| 14     | 6   | Maximilian Günther     | Dragon-Penske | 37  | +26.154        | 15            |      |
| 15     | 19  | Felipe Massa           | Venturi       | 37  | +26.684        | 19            |      |
| 16     | 17  | Gary Paffett           | HWA-Venturi   | 37  | +27.718        | 4             |      |
| 17     | 64  | Jérôme d'Ambrosio      | Mahindra      | 37  | +27.729        | 9             |      |
| 18     | 16  | Oliver Turvey          | NIO           | 37  | +32.117        | 14            |      |
| 19     | 8   | Tom Dillmann           | NIO           | 37  | +33.706        | 17            |      |
| 20     | 7   | José María López       | Dragon-Penske | 37  | +46.895        | 20            |      |
| Ret    | 36  | André Lotterer         | Techeetah-DS  | 28  | Baterie        | 21            |      |
| Ret    | 3   | Alex Lynn              | Jaguar        | 23  | Nehoda         | 5             |      |
| Zdroj: |     |                        |               |     |                |               |      |

Poznámky
1. ↑  Jeden bod za nejrychlejší kolo.
2. ↑  Tři body za pole position.

## Pořadí po závodě
Zdroj: 

### Pořadí jezdců
| +/– | Poř | Jezdec                 | Body |
| --- | --- | ---------------------- | ---- |
|     | 1   | Jean-Éric Vergne       | 102  |
| 3   | 2   | Lucas di Grassi        | 96   |
| 1   | 3   | André Lotterer         | 86   |
|     | 4   | António Félix da Costa | 82   |
| 2   | 5   | Robin Frijns           | 81   |

### Pořadí týmů
| +/– | Poř | Tým                       | Body |
| --- | --- | ------------------------- | ---- |
|     | 1   | DS Techeetah              | 188  |
| 1   | 2   | Audi Sport ABT Schaeffler | 163  |
| 1   | 3   | Virgin-Audi               | 137  |
| 1   | 4   | e.Dams-Nissan             | 124  |
| 1   | 5   | Mahindra                  | 117  |